# Diego Fuser
Diego Fuser (ur. 11 listopada 1968 w Venaria Reale) – piłkarz włoski grający na pozycji prawego pomocnika.

## Kariera klubowa
łFuser pochodzi z Piemontu, z miasta Venaria Reale. Piłkarską karierę rozpoczął w pobliskim Turynie, w tamtejszym klubie Torino Calcio. W 1986 roku został włączony do kadry pierwszej drużyny, a w Serie A zadebiutował 26 kwietnia 1987 roku w zremisowanych 1:1 derbach Turynu z Juventusem. W pierwszym składzie Torino Diego zaczął grać w sezonie 1988/1989 i zdobył w nim 4 bramki, jednak zespół „granata” spadł do Serie B. Fuser po sezonie przeszedł do A.C. Milan, gdzie był rezerwowym i wywalczył wicemistrzostwo Włoch. Na sezon 1990/1991 został wypożyczony do Fiorentiny i obok Massimo Orlando był najlepszym strzelcem zespołu z 8 golami na koncie. Latem 1991 na rok wrócił do Mediolanu, z którym został mistrzem Włoch, ale przegrał rywalizację o miejsce w składzie.
W 1992 roku Fuser znów zmienił barwy klubowe i przeszedł do stołecznego S.S. Lazio. Tam niemal od początku grał w wyjściowej jedenastce i z czasem stał się ulubieńcem fanów ze Stadio Olimpico. W swoim pierwszym sezonie w Lazio zajął 5. miejsce, a rok później - 4. Natomiast w 1995 roku po raz drugi w karierze został wicemistrzem kraju. W 1996 roku zakończył sezon na 3. pozycji w tabeli, ale największe sukcesy osiągnął w sezonie 1997/1998. Zdobył swój pierwszy w karierze Puchar Włoch oraz wystąpił w przegranym 0:3 finale Pucharu UEFA z Interem Mediolan. W Lazio wystąpił w 188 spotkaniach ligowych i zdobył 35 goli.
Latem 1998 Diego odszedł do Parmy. Tam także grał w podstawowym składzie i w 1999 roku zdobył zarówno Puchar UEFA (wystąpił w wygranym 3:0 finałowym meczu z Olympique Marsylia), jak i Puchar Włoch. Latem do tych sukcesów dołożył także Superpuchar Włoch. W Parmie występował przez 4 sezony i za każdym razem zajmował 4. miejsce w Serie A. W 2001 roku odszedł do ówczesnego mistrza kraju, AS Roma. W Romie był tylko rezerwowym i przez dwa sezony zagrał zaledwie w 15 ligowych meczach i przegrał rywalizację na prawej pomocy z Brazylijczykiem Cafu. Miał mały udział w zdobyciu wicemistrzostwa Włoch i Superpucharu w 2002 roku. Na sezon 2003/2004 trafił do drugoligowego wówczas Torino, a po sezonie zasilił szeregi ASDC Canelli, w którym spotkał byłego gracza Milanu, Gianluigiego Lentiniego. W sezonie 2005/2006 wywalczył z nim awans z ligi Eccellenza do Serie D. Od 2008 do 2009 roku grał w amatorskim Saviglianese.
| Sezon   | Klub          | Kraj   | Rozgrywki  | Mecze | Bramki |
| ------- | ------------- | ------ | ---------- | ----- | ------ |
| 1986/87 | Torino Calcio | Włochy | Serie A    | 3     | 0      |
| 1987/88 | Torino Calcio | Włochy | Serie A    | 16    | 0      |
| 1988/89 | Torino Calcio | Włochy | Serie A    | 30    | 4      |
| 1989/90 | A.C. Milan    | Włochy | Serie A    | 20    | 2      |
| 1990/91 | AC Fiorentina | Włochy | Serie A    | 32    | 8      |
| 1991/92 | A.C. Milan    | Włochy | Serie A    | 15    | 4      |
| 1992/93 | S.S. Lazio    | Włochy | Serie A    | 33    | 10     |
| 1993/94 | S.S. Lazio    | Włochy | Serie A    | 28    | 2      |
| 1994/95 | S.S. Lazio    | Włochy | Serie A    | 32    | 5      |
| 1995/96 | S.S. Lazio    | Włochy | Serie A    | 32    | 6      |
| 1996/97 | S.S. Lazio    | Włochy | Serie A    | 31    | 4      |
| 1997/98 | S.S. Lazio    | Włochy | Serie A    | 32    | 8      |
| 1998/99 | AC Parma      | Włochy | Serie A    | 32    | 7      |
| 1999/00 | AC Parma      | Włochy | Serie A    | 28    | 3      |
| 2000/01 | AC Parma      | Włochy | Serie A    | 26    | 0      |
| 2001/02 | AS Roma       | Włochy | Serie A    | 12    | 2      |
| 2002/03 | AS Roma       | Włochy | Serie A    | 3     | 0      |
| 2003/04 | Torino Calcio | Włochy | Serie B    | 28    | 2      |
| 2004/05 | ASDC Canelli  | Włochy | Eccellenza | ?     | ?      |
| 2005/06 | ASDC Canelli  | Włochy | Eccellenza | ?     | ?      |
| 2006/07 | ASDC Canelli  | Włochy | Serie D    | ?     | ?      |
| 2007/08 | ASDC Canelli  | Włochy | Eccellenza | ?     | ?      |

## Kariera reprezentacyjna
W reprezentacji Włoch Fuser zadebiutował 24 lutego 1993 roku w wygranym 3:1 meczu z Portugalią. W 1996 roku został powołany przez selekcjonera Arrigo Sacchiego do kadry na Euro 96 w Anglii. Tam wystąpił we wszystkich trzech meczach grupowych: wygranym 2:1 z Rosją, przegranym 1:2 z Czechami i zremisowanym 0:0 z Niemcami. Włosi nie wyszli z grupy na tym turnieju. W „Squadra Azzurra” wystąpił łącznie w 25 spotkaniach i zdobył w nich 3 gole.